# Risö, Larsmo
Risö är en tätort i Finland. Den ligger i landskapet Österbotten, i den centrala delen av landet, 400 km norr om huvudstaden Helsingfors. Risö ligger på ön Hästgrundet i Larsmo.